# Gli occhi di Liborio
Gli occhi di Liborio è un film documentario del 2021 diretto da Antonio D’Ottavio.
Il soggetto è ispirato al libro vincitore del Premio Campiello 2020, Vita, morte e miracoli di Bonfiglio Liborio, di Remo Rapino che ha anche curato la sceneggiatura.
In occasione dei premi Flaiano 2021, Gli occhi di Liborio riceve il premio speciale di letteratura per Rapino e D'Ottavio.

## Trama
Il documentario nasce da un’idea del giornalista Carmine Perantuono e dello scrittore Remo Rapino, autore del libro.
Nel documentario, gli attori coinvolti interpretano brani del romanzo interpretati in lingua italiana e in dialetto: si ripercorre parte della storia d'Italia, dal fascismo all'autunno caldo e agli anni di piombo, con uno sguardo atipico, ossia attraverso le vicende del protagonista Bonfiglio Liborio (1926-2010), la «cocciamatte» del paese.

## Colonna sonora
Il tema musicale originale è firmato dal compositore Davide Cavuti. Fanno parte della colonna sonora alcune arie d’opera e romanze dei grandi compositori del passato.